# Hormilleja
Hormilleja es un municipio de la comunidad autónoma de La Rioja (España). Se encuentra situado en la comarca de Nájera, en la confluencia de los ríos Najerilla y Tuerto.
Limita al norte y noroeste con San Asensio, al este con la jurisdicción de Somalo, y al sur y al oeste con Nájera.

## Historia
En Hormilleja existen vestigios que demuestran la antigüedad del poblamiento de su territorio. Han sido hallados en los yacimientos celtibéricos y romanos situados en su término municipal.
El municipio perteneció al señorío del Monasterio de Cañas, siendo elegido el alcalde por la monjas de dicha institución. En el siglo XVIII formó parte de la Junta de Valpierre, perteneciente al partido de Santo Domingo de la Calzada.
La historia del pueblo de Hormilleja empieza en Cerro Molino o El Risco, donde tribus indígenas celtíberas se asentaron sobre el siglo II a. C. hasta el siglo I d. C. En este asentamiento se han encontrado huellas arqueológicas como cerámica, molinos de mano y rotación, etc…
Posteriormente los pobladores se desplazaron hasta la zona de Ruego, donde encontramos restos de cerámica romana, muy abundante en el valle del río Najerilla.
Sobre los siglos VII y VIII los pobladores se desplazaron a la zona de la Redonda. En 1970 se descubrió una necrópolis con tumbas que datan del siglo VII – VIII al XIII.  En esta época el pueblo tiene el nombre de Formelleia.
A partir del siglo XIII el pueblo de Ormillexa se desplaza hasta su situación actual. Las casas y el cementerio se sitúan a la orilla del río Tuerto.
En el año 1846, Ángel Casimiro de Govantes apuntaba ya en su Diccionario Geográfico-Histórico de La Rioja que en el término se ven trozos de la calzada romana. Estos trozos estaban en el actual camino de la Media Legua.  Observando la topografía invita a pensar – según autores- que de Tricio, la calzada romana se dirigía a la desembocadura del río Tuerto para continuar con el hacia Hormilla.
En la zona de “El Soto”, hasta 1960 aproximadamente, existían las ruinas de la Ermita de San Pedro de Ruego.
En 1790 Hormilleja fue uno de los municipios fundadores de la Real Sociedad Económica de La Rioja, la cual era una de las sociedades de amigos del país creadas en el siglo XVIII conforme a los ideales de la ilustración.
Hormilleja formó parte de la Junta de Valpierre, y desde el siglo XVIII a la intendencia de Burgos. Con la división provincial española de 1822 y 1833 pertenecería a la provincia de la de Logroño.

## Geografía humana

### Demografía
Cuenta con una población de 135 habitantes (INE 2024).
| Gráfica de evolución demográfica de Hormilleja entre 1842 y 2021                                                      |
| |
| Población de derecho según los censos de población del INE. Población de hecho según los censos de población del INE. |

## Administración
| Periodo   | Nombre                                     | Partido |
| --------- | ------------------------------------------ | ------- |
| 1979-1983 | Fernando Ábalos Ojeda/Julio Ayala Martínez | UCD     |
| 1983-1987 | José Luis Ábalos Victoriano                | PRP     |
| 1987-1991 | Luis G. Ayala de la Canal                  | CDS     |
| 1991-1995 | Jesús Santiago Martínez Ábalos             | PRP     |
| 1995-1999 | Ricardo Ayala Calvo                        | PP      |
| 1999-2003 | Izaskun Mintegui Rubin                     | PRP     |
| 2003-2007 | Jesús Santiago Martínez Ábalos             | PSOE    |
| 2007-2011 | María Victoria Garrobo Aceña               | PP      |
| 2011-2015 | Fernando Varela Treviño                    | PRP     |
| 2015-2019 | Fernando Varela Treviño                    | PRP     |
| 2019-2023 | Fernando Varela Treviño                    | PRP     |
| 2023-act. | Julian Ayala de la Canal                   | PP      |

## Economía
Está basada en la agricultura, principalmente viñedos y cereales. La uva se comercializa en cooperativas de localidades limítrofes y bodegas de la localidad. 
Su proximidad a la localidad de Nájera facilita que sean muchos los habitantes que se desplacen a trabajar en sus industrias.

### Evolución de la deuda viva
El concepto de deuda viva contempla sólo las deudas con cajas y bancos relativas a créditos financieros, valores de renta fija y préstamos o créditos transferidos a terceros, excluyéndose, por tanto, la deuda comercial.
| Gráfica de evolución de la deuda viva del ayuntamiento entre 2008 y 2014                             |
| |
| Deuda viva del ayuntamiento en miles de Euros según datos del Ministerio de Hacienda y Ad. Públicas. |

## Lugares de interés

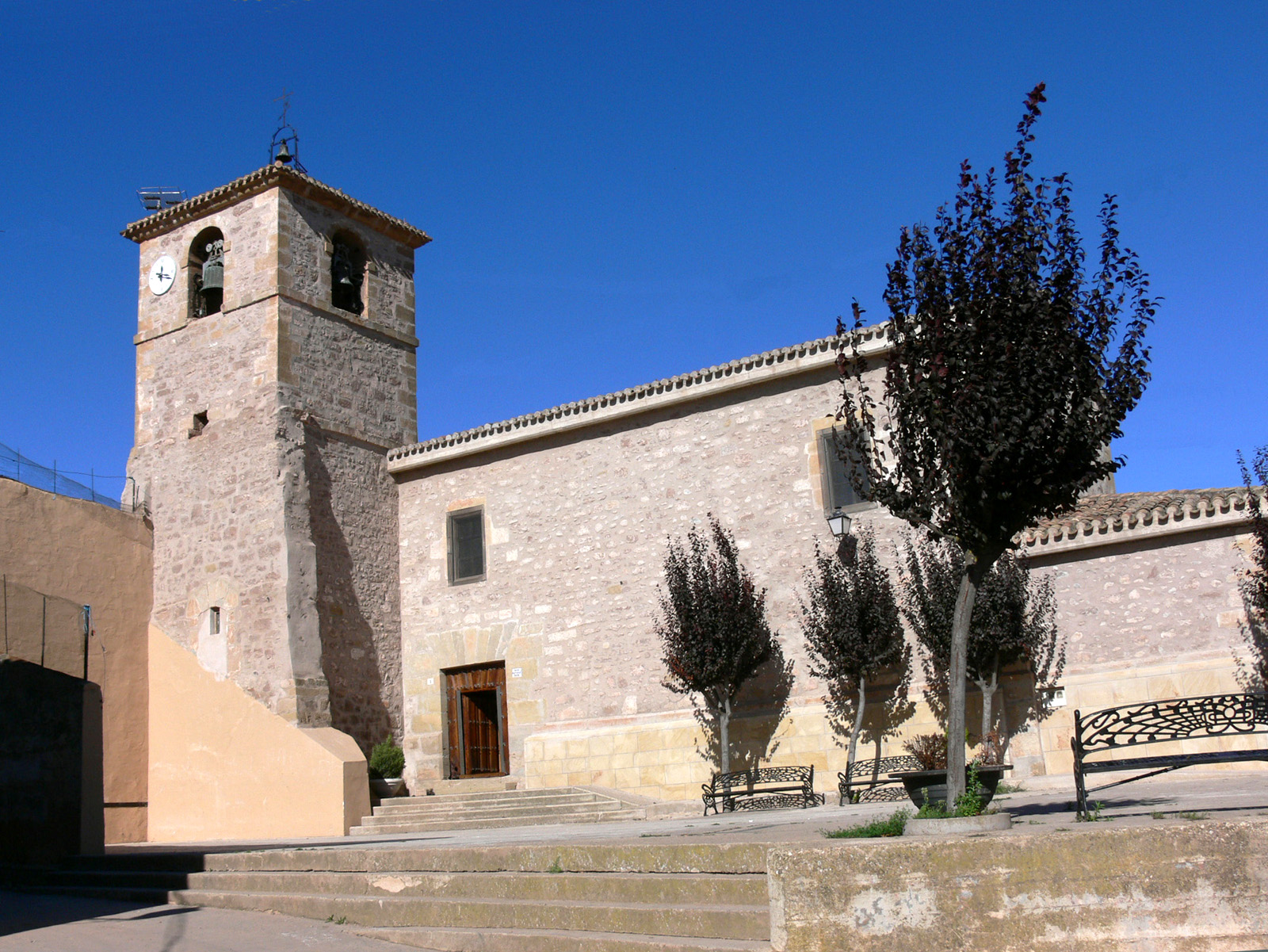
Iglesia de Santa Catalina.

### Arte religioso
- Iglesia de Santa Catalina. Construida en el siglo XVIII, es de estilo barroco. En el siglo XX se reconstruyó el baptisterio. Está construida en sillería y mampostería y consta de una única nave dividida en tres tramos y cabecera cuadrangular, cubierta aquella por lunetos y éstas por aristas. Coro alto a los pies. Ingreso adintelado, orientado al sur.

El templo fue encargado por las monjas de Cañas.
En su interior se encuentra la Virgen del Rosario, talla del siglo XIV.

### Arquitectura civil
Pueden observarse en la localidad, asentada en ladera, algunas casas de interés; así en la calle mayor se ubica una vivienda de dos plantas edificada en sillería en el siglo XVII. En la misma calle otro inmueble posee un escudo de la familia Fernández, fechado también en el siglo XVII.

### Yacimientos
- Yacimiento prerromano. Situado en la parte sur de la villa. En él se han encontrado cerámicas celtibéricas y otros restos que demuestran que existió una ciudad prerromana en dicho emplazamiento.

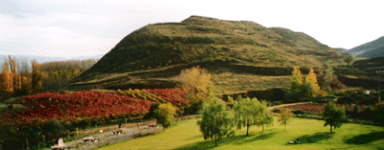
Cerro Molino también denominado como "El Risco"

- Cerro Molino. En las inmediaciones de Hormilleja se encuentra el Cerro Molino denominado por los hormillejanos como "El Risco".

El Risco aunque pertenece geográficamente al municipio de Nájera es un elemento muy cercano a Hormilleja y por tanto tiene una profunda relación con sus habitantes.
El paraje denominado "El Cerro Molino" o "El Risco" aloja los restos de un poblado prehistórico y celtibérico (berón) en donde pueden apreciarse restos arquitectónicos y cerámicos.
- Necrópolis medieval. Situada al norte de la localidad, en el término conocido como La Redonda.

## Fiestas
- San Gregorio Ostiense (patrón) - 9 de mayo.

Desde primeros años del siglo XX se mantiene la tradición de bendecir los campos con el “agua del santo”. Algunos vecinos se desplazan a la basílica del santo en la localidad navarra de Sorlada a recoger el “Agua de San Gregorio”. El agua bendecida es pasada por una cabeza de plata del santo en cuyo interior se encuentran parte de sus restos óseos. Con el “agua del santo”, el segundo sábado del mes de mayo se hacen tres procesiones para bendecir los cultivos; la primera, a la cumbre de Valpierre; la segunda, en torno al pueblo, y la tercera, por el camino del cementerio al término de Matarrucho.
- Fiestas de Gracias Se celebran en honor a la Virgen del Rosario el último fin de semana de agosto.
- Santa Catalina de Alejandría (patrona) - 25 de noviembre. Se celebra el último sábado de noviembre.
- Romería de la Media Legua - Domingo anterior al lunes de Pentecostés. Cincuenta días después de Semana Santa se celebra, coincidiendo con el Domingo de Pentecostés, la Romería de "La Media Legua". El trayecto de aproximadamente 2,5 km. (media legua) llega hasta el límite de la jurisdicción de Hormilleja. En sus orígenes tenía lugar el lunes después del Domingo de Pentecostés y desde 1988 se celebra siempre en Domingo.